# Liga Uruguaya de Ascenso 2018
La Liga Uruguaya de Ascenso 2018, popularmente conocida como El Metro, y organizada por la FUBB, reúne a los equipos disputantes de la Segunda División del básquetbol uruguayo. La competición comenzó en junio de 2018, y finalizará en el mes de septiembre del mismo año.

## Ascensos y descensos
| Club         | Descendido por                              |
| ------------ | ------------------------------------------- |
| Larre Borges | 12° Liga Uruguaya de Básquetbol 2017-18     |
| Bohemios     | 13° Liga Uruguaya de Básquetbol 2017-18     |
| Larrañaga    | No jugó Liga Uruguaya de Básquetbol 2017-18 |

| Club           | Ascendido por                  |
| -------------- | ------------------------------ |
| Olivol Mundial | Campeón del DTA 2017           |
| Lagomar        | Ganador Play-Offs del DTA 2017 |

| Club       | Ascendido por                          |
| ---------- | -------------------------------------- |
| Atenas     | Campeón del Metro 2017                 |
| Sayago     | 1er ganador de Playoffs del Metro 2017 |
| Verdirrojo | 2.º ganador de Playoffs del Metro 2017 |

| Club  | Descendido por     |
| ----- | ------------------ |
| Marne | 13° del Metro 2017 |

## Equipos participantes
| Club                                          | Ciudad             | Barrio         | 2017              |
| --------------------------------------------- | ------------------ | -------------- | ----------------- |
| Club Atlético 25 de Agosto                    | Montevideo         | Villa Dolores  | 6°                |
| Auriblanco Basketball Club                    | Montevideo         | Bella Vista    | 10°               |
| Club Atlético Bohemios                        | Montevideo         | Pocitos        | (LUB) 13°         |
| Club Sportivo Capitol                         | Montevideo         | Prado          | 8°                |
| Club Colón Basketball                         | Montevideo         | Brazo Oriental | 12°               |
| Club Atlético Cordón                          | Montevideo         | Cordón         | 3°                |
| Lagomar Country Club                          | Ciudad de la Costa | Lagomar        | (DTA) - Play-Offs |
| Institución Atlética Larre Borges             | Montevideo         | Unión          | (LUB) 12°         |
| Club Social Larrañaga                         | Montevideo         | La Blanqueada  | (LUB) No jugó     |
| Miramar Basket Ball Club                      | Montevideo         | Parque Batlle  | 7°                |
| Institución Deportiva y Social Olivol Mundial | Montevideo         | Prado          | (DTA) 1°          |
| Club Atlético Stockolmo                       | Montevideo         | Prado          | 11°               |
| Club Atlético Tabaré                          | Montevideo         | Parque Batlle  | 5°                |
| Club Unión Atlética                           | Montevideo         | Malvín         | 9°                |

## Desarrollo

### Temporada regular
Se jugará un Clasificatorio a una rueda todos contra todos. Al cierre de esta rueda, el torneo se dividirá en 2 partes.
Los primeros 8 equipos disputarán la Ronda Campeonato, la cual se jugará a una rueda y le dará el ascenso directo al equipo que termine en la primera posición y, los restantes 7 equipos, sumados al primero de la Ronda Reclasificación, disputarán Playoffs por el segundo ascenso.
La Ronda Reclasificación la disputarán los últimos 6 equipos del Clasificatorio, donde el equipo que termine primero disputará Playoffs por el ascenso, mientras que el que termine último descenderá a la DTA y los restantes 4 equipos disputarán Playout por el segundo descenso.